# Mattia Vitale
Mattia Vitale (Bolonia, Provincia de Bolonia, Italia, 1 de octubre de 1997) es un futbolista italiano. Juega de centrocampista y su equipo actual es el Crotone de la Serie C.

## Selección nacional
Ha sido internacional con la selección de fútbol de Italia en las categorías sub-15, sub-16, sub-17, sub-18 y sub-20, Con la selección sub-20 debutó el 21 de mayo de 2017, en un encuentro ante la selección sub-20 de Uruguay que finalizó con marcador de 1-0 a favor de los uruguayos.

### Participaciones en Copas del Mundo
| Mundial                     | Sede          | Resultado     |
| --------------------------- | ------------- | ------------- |
| Copa Mundial Sub-20 de 2017 | Corea del Sur | Tercer puesto |

## Clubes
| Club                             | País   | Año           |
| -------------------------------- | ------ | ------------- |
| Juventus F. C.                   | Italia | 2014-2018     |
| S. S. Virtus Lanciano (préstamo) | Italia | 2016          |
| A. C. Cesena (préstamo)          | Italia | 2016-2017     |
| Venezia F. C. (préstamo)         | Italia | 2017          |
| S. P. A. L. 2013 (préstamo)      | Italia | 2017-2018     |
| S. P. A. L. 2013                 | Italia | 2018-2020     |
| Carpi F. C. 1909 (préstamo)      | Italia | 2019          |
| Frosinone (préstamo)             | Italia | 2019-2020     |
| Frosinone                        | Italia | 2020-2021     |
| Pro Vercelli                     | Italia | 2021-2022     |
| Crotone                          | Italia | 2022-presente |

## Palmarés

### Campeonatos nacionales
| Título              | Club           | País   | Año  |
| ------------------- | -------------- | ------ | ---- |
| Supercopa de Italia | Juventus F. C. | Italia | 2015 |